# チョウショウインハタザクラ
チョウショウインハタザクラ（長勝院旗桜）は、埼玉県志木市柏町3丁目の長勝院跡にある桜の古木である。志木市指定天然記念物に指定されている。

## 概要
チョウショウインハタザクラはヤマザクラの一種で、日本櫻学会が発行する『櫻の科学』の1998年9月号では、世界に一本だけの新種とされた。樹齢400年といわれ、幹まわり約3メートル、高さ約11メートルである。一重で比較的大輪の花を咲かせ、中には雄蕊の1・2本が旗弁をなすものがあることから「旗桜」と呼ばれる。昭和期まであった長勝院にあった桜であることから「長勝院の桜」と呼ばれていた。1993年（平成5年）10月6日に市の文化財に指定された。
1998年（平成10年）11月に、それまでの「長勝院の桜」から「チョウショウインハタザクラ」と名称を変えた。
開花時期は年によって前後するがソメイヨシノより遅れて1週間後頃、平年4月上旬から中旬にかけてである。
志木市では環境教育推進員ほかロータリークラブなどがボランティアで本木の栽培および若木の植樹に取り組んでいる。
2000年（平成12年）5月5日には、埼玉新聞社の「21世紀に残したい・埼玉ふるさと自慢100選」に選出された。
市内の和菓子店ではこのはたざくらに因んで作られたチョウショウインはたざくらまんじゅうやはたざくら最中、日本酒旗桜が販売されており、隠れた志木市の名物となっている。

## 所在地
- 埼玉県志木市柏町3丁目11番（ほか）

- 上記の長勝院跡のものを含め、市内では植樹も含め主に以下の場所で見ることができる。
  - 志木市役所（志木市中宗岡1-1-1）
  - 志木市民会館パルシティ（志木市本町1-11-50）
  - 地王山宝幢寺　境内（志木市柏町1-10-22）
  - 舘氷川神社　境内（志木市柏町3-6-19）
  - 旧村山快哉堂（志木市中宗岡5-1）
  - いろは親水公園さくらのこみち（志木市中宗岡5-2，5-3）～15本程度～
  - 志木駅　東口前（マルイ駐車場入口側）
  - 志木市立いろは保育園前（志木市本町1-1-67）
  - 志木市立志木小学校前（志木市柏町1-10-1）「いろは遊学館，いろは遊学図書館が併設」
  - 志木市立志木中学校　正門（志木市柏町3-2-2）
  - 志木市立宗岡第二中学校　校内　体育館入口手前（志木市下宗岡4-1-10）
  - 慶應義塾志木高等学校　校内　裏庭（志木市本町4-14-1）

## アクセス
- 徒歩
  - 東武東上線志木駅から徒歩20-25分。
  - 同柳瀬川駅から柳瀬川の土手沿いに歩いて15-20分。
- バス
  - 東武東上線志木駅東口から東武バス下南畑行き、富士見高校行き、みずほ台駅行き、もしくは国際興業バス浦和駅西口行き、西浦和車庫行き、宗岡行き、与野駅行き、立教グラウンド行きで約5分「昭和新道」または「富士道入口」バス停下車、徒歩10分。「富士道入口」から歩くと経路上からやや外れるがシダレザクラで著名な宝幢寺もある。
  - 同志木駅東口から東武バス新座車庫行き約10分「登記所」バス停下車、徒歩6－7分。
  - 同志木駅東口から国際興業バス中野下引返場行き約15分終点下車、徒歩5分。

## 画像

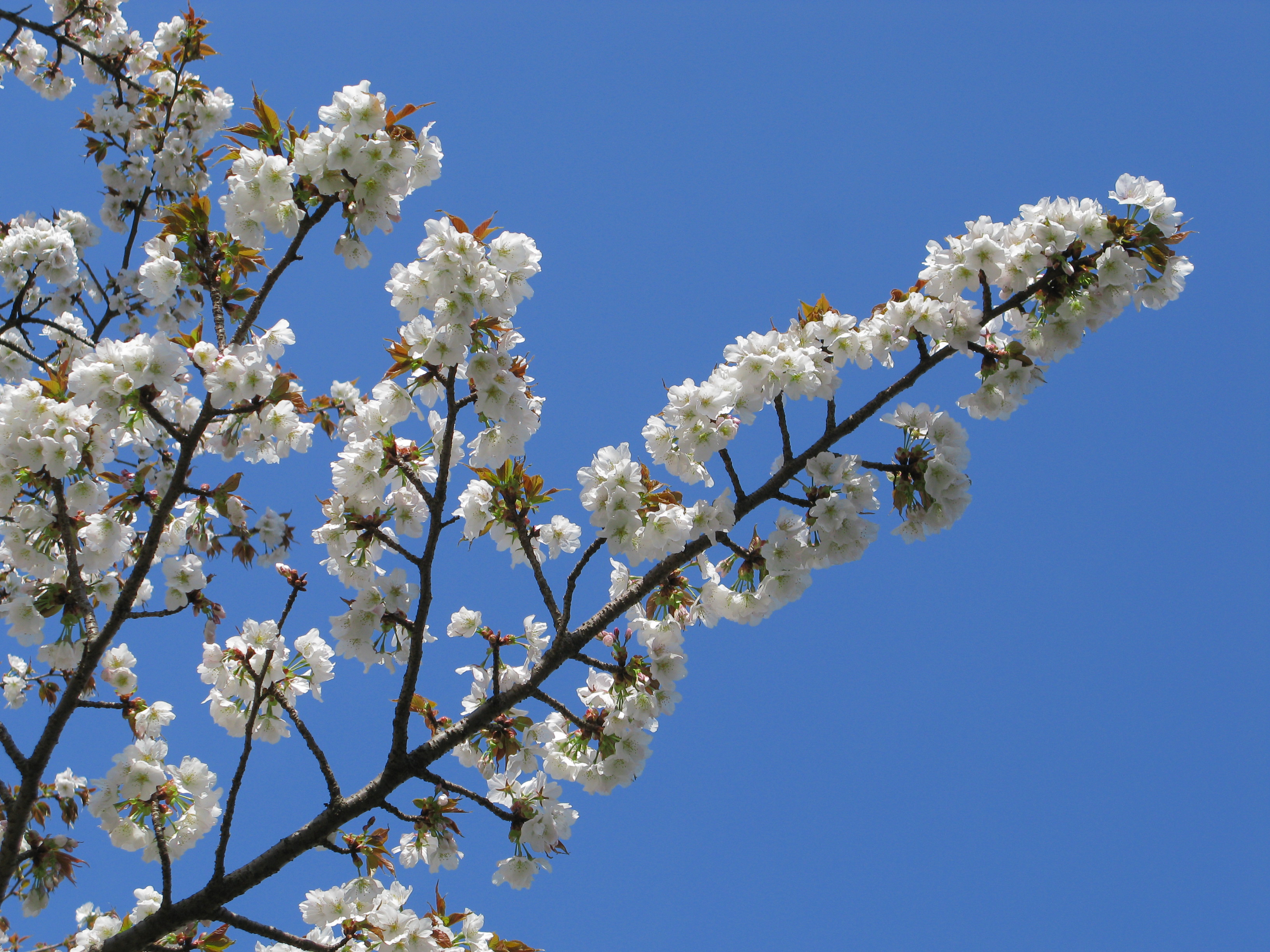
枝
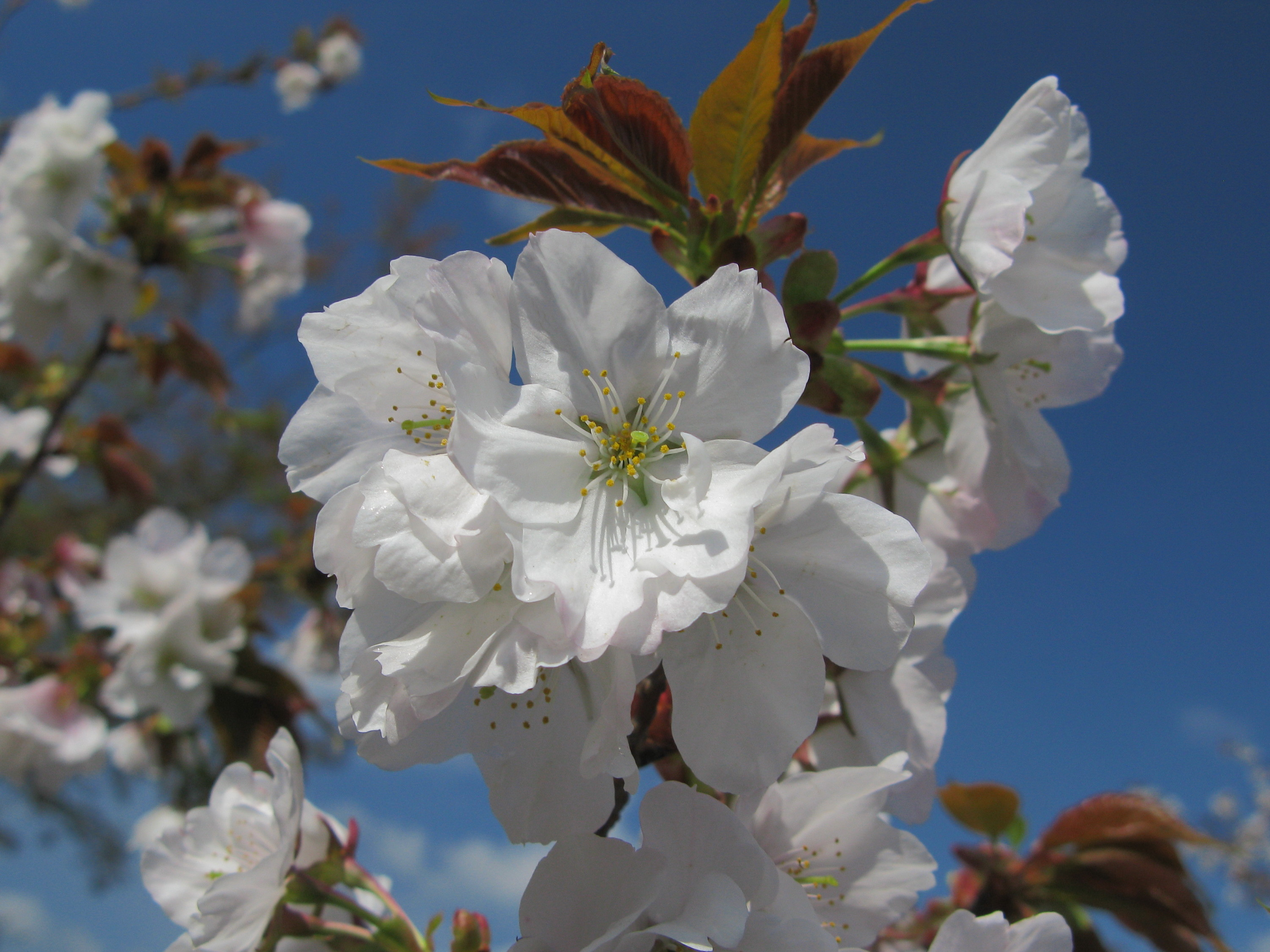
花